# كوستادين جورجييف
كوستادين جورجييف (بالبلغارية: Костадин Георгиев)‏ هو لاعب كرة قدم بلغاري في مركز حراسة المرمى، ولد في 24 مارس 1986 في بورغاس في بلغاريا. لعب مع أكاداميك صوفيا ورايو فايكانو ب وليفسكي صوفيا ونادي سبارتاك فارنا.

## وصلات خارجية
- كوستادين جورجييف على موقع قاعدة بيانات كرة القدم.إي يو (الإنجليزية)